# Annibale d'Afflitto
Annibale d'Afflitto, latinizzato in Annibalae de Afflictis (Palermo, 1560/1561 – Reggio Calabria, 1º aprile 1638) è stato un arcivescovo cattolico italiano.

## Biografia
Appartenente alla nobile famiglia d'Afflitto, studiò a Bologna ed a Padova, dove si laureò in diritto civile e diritto canonico (in utroque iure). Si recò a Madrid, come cappellano delle giovani principesse della corte di Spagna, sotto il cui dominio era il Regno di Napoli. Grazie alla stima del re Filippo d'Asburgo venne scelto come successore dell'arcivescovo Gaspare Ricciulli Del Fosso.
Il 15 novembre 1593 fu così nominato arcivescovo di Reggio Calabria da Clemente VIII. Il 30 novembre 1593 ricevette la consacrazione episcopale da Alfonso Gesualdo di Conza, cardinale vescovo di Ostia e Velletri, con Giulio Ottinelli, vescovo di Fano, e Cristóbal Senmanat y Robuster, già vescovo di Orihuela, in qualità di co-consacratori.
Il suo episcopato fu ricco di iniziative apostoliche, tese a rinnovare la vita religiosa e morale del clero e dei fedeli. Affrontò anche le calamità naturali che colpirono la città, nonché gli eventi storico-politici e sociali, come una delle più violente invasioni turche, ad opera di Scipione Cicala:
(in Antonino Denisi)
Servì come arcivescovo di Reggio Calabria fino alla sua morte, avvenuta il 1º aprile 1638. Gli furono più volte offerti dei trasferimenti in arcidiocesi maggiori e sedi più importanti, ma rifiutò sempre, dichiarando che «non poteva divorziare dalla propria Chiesa che considerava sua sposa».

## Genealogia episcopale
La genealogia episcopale è:

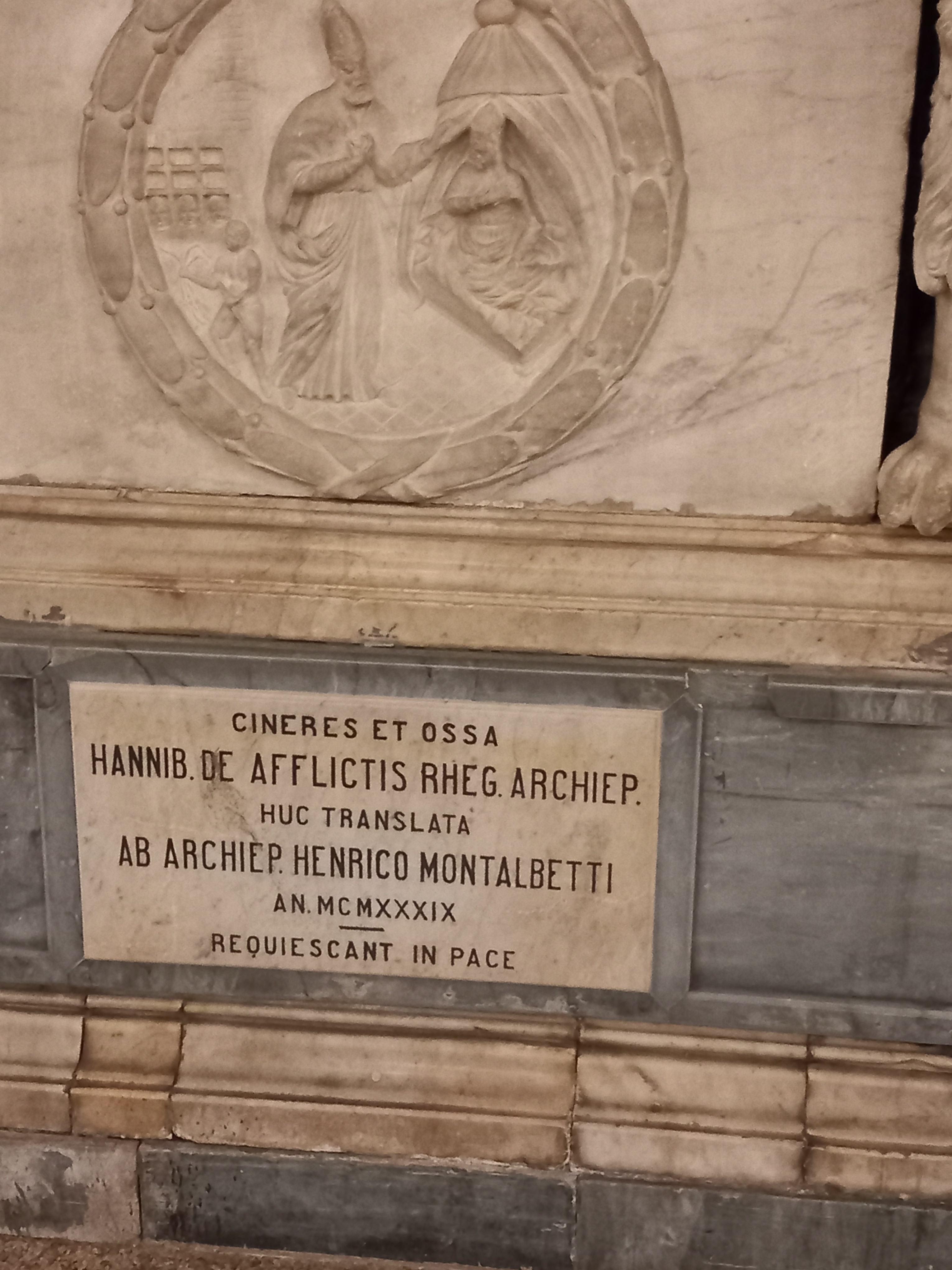
Sepolcro nel duomo di Reggio

- Cardinale Guillaume d'Estouteville, O.S.B.Clun.
- Papa Sisto IV
- Papa Giulio II
- Cardinale Raffaele Sansoni Riario della Rovere
- Papa Leone X
- Papa Paolo III
- Cardinale Francesco Pisani
- Cardinale Alfonso Gesualdo
- Arcivescovo Annibale d'Afflitto